# Waleri Boschinow
Waleri Emilow Boschinow [və.'lɛ.ri bɔ.'ʒi.nɔf] (bulgarisch Валери Емилов Божинов; * 15. Februar 1986 in Gorna Orjachowiza, Bulgarien; wiss. Transliteration Waleri Božinov, FIFA-Schreibweise laut französischer Transkription Waleri Boschinow) ist ein bulgarischer Fußballspieler, der bis Oktober 2017 beim FC Lausanne-Sport unter Vertrag stand.

## Karriere

### Verein
Waleri Boschinow ist gebürtiger Bulgare und wuchs in Malta auf, wohin er als Kind mit seiner Mutter, einer ehemaligen Volleyball-Nationalspielerin, auswanderte. Dort wurde er im Alter von 13 Jahren vom damaligen Sportdirektor des italienischen Vereins US Lecce, Pantaleo Corvino, entdeckt und für umgerechnet ca. 15.000 Euro verpflichtet. Boschinow galt als großes Talent und gab am 22. Januar 2002, im Alter von nur 15 Jahren und 11 Monaten, sein Debüt in der Serie A. Er ist damit der jüngste Spieler der Geschichte in der höchsten italienischen Spielklasse.
In der Winterpause der Saison 2004/05 wechselte Boschinow dann für ca. 13 Millionen Euro von Lecce zum AC Florenz, wo er den Durchbruch jedoch nie ganz schaffte.
Zur Saison 2006/07 ging Waleri Boschinow leihweise zu Juventus Turin, die gerade in die Serie B zwangsabgestiegen waren. Im Gegenzug verkauften die Turiner den Rumänen Adrian Mutu an die Fiorentina. Juve besaß eine Kaufoption und hätte ihn am Saisonende für sechs Millionen Euro verpflichten können, nahm diese aber nicht wahr. Während der gesamten Saison kam Boschinow unter Trainer Didier Deschamps, zum Unverständnis von Experten und Fans, nur sporadisch zum Einsatz. Häufig wurde er erst in der Schlussphase eingewechselt und konnte dadurch kaum sein Potential zeigen. Nach der Saison verließ er die Juve enttäuscht und ging zurück nach Florenz.
Im August 2007 wechselte Waleri Boschinow für acht Millionen Euro zum englischen Klub Manchester City in die Premier League, wo er einen Vertrag bis 2011 unterschrieb. Bereits am dritten Spieltag, beim Derby gegen Manchester United, verletzte er sich jedoch mit einem Kreuzbandriss schwer am linken Knie.
Nachdem er bei Manchester City in zwei Jahren zu nur elf Premier-League-Einsätzen gekommen war, ging Boschinow im Sommer 2009 leihweise zum italienischen Klub FC Parma. Am 4. Juli 2010 gab der Verein die definitive Verpflichtung des Angreifers bekannt.
Im Sommer 2011 wurde Boschinow von Sporting Lissabon verpflichtet, von wo er für die Rückrunde der Saison 2011/12 an die US Lecce verliehen wurde. Die Hinrunde der Spielzeit 2012/13 verbrachte er ebenfalls auf Leihbasis bei Hellas Verona. Danach war er an Vicenza Calcio ausgeliehen.
Nach einem Intermezzo bei Lewski Sofia 2014 stand Boschinow 2014/15 bei Ternana Calcio in der italienischen Serie B unter Vertrag. 2015 wechselte er zum Serbischen Meister FK Partizan Belgrad.
Im Februar 2017 unterschrieb er einen Vertrag beim chinesischen Verein Meizhou Hakka.
Im Juli 2017 unterzeichnete Bojinov einen Zweijahresvertrag beim Schweizer Verein FC Lausanne Sport, jedoch löste er schon im Oktober seinen Vertrag mit dem Klub wieder auf.
Im Februar 2018 unterschrieb Bojinov als vereinsloser Spieler beim kroatischen Klub HNK Rijeka. Zunächst wurde er bis Juni 2018 mit der Option auf Verlängerung verpflichtet. Sein offizielles Debüt für den Verein gab er im Halbfinale des Kroatischen Fußballpokals 2017/18 gegen Dinamo Zagreb am 4. April 2018, als er in der 78. Minute eingewechselt wurde. In seinem Ligadebüt gegen Inter Zaprešić am 8. Mai 2018 wurde Bojinov in der 76. Minute eingewechselt und lieferte innerhalb von drei Minuten eine Vorlage zum fünften Tor von Rijeka. Am 5. Juni 2018 wurde sein Vertrag um eine weitere Saison verlängert., doch schon am 20. August 2018 einigten sich HNK Rijeka und Bojinov einvernehmlich auf eine Vertragsauflösung.
Bojinov spielte im Frühjahr 2019 für Levski Sofia und erzielte im Play-off-Spiel gegen Etar das entscheidende Tor, das der Mannschaft die Qualifikation für die UEFA Europa League sicherte. Seine Zeit bei den „Blauen“ wurde von zwei Stationen bei Botev Vratsa eingerahmt – einer in der zweiten Hälfte von 2018, in der er sich als wichtiger Spieler für den Klub etablierte, und einem kurzen, enttäuschenden Engagement im Herbst 2019.
Im Februar 2020 schloss sich Bojinov dem italienischen Serie-B-Klub Delfino Pescara an. Am 23. Februar 2020 wurde er vom Schiedsrichter wegen beleidigender Sprache des Feldes verwiesen, bevor er überhaupt sein Debüt geben konnte (er saß zu diesem Zeitpunkt im Spiel gegen Crotone auf der Ersatzbank). Sein erstes offizielles Spiel bestritt er am 4. März, als er in der zweiten Halbzeit bei der 0:2-Auswärtsniederlage gegen Spezia eingewechselt wurde.
Im September 2020 kehrte Bojinov zum dritten Mal in seiner Karriere zu Levski Sofia zurück. Obwohl er nicht regelmäßig spielte, wurde er aufgrund seiner Hingabe zum Verein und seiner Führungsqualitäten zum Publikumsliebling. Am 21. Oktober 2020 erzielte er in seinem ersten Startelfeinsatz seit seiner Rückkehr – im Sechzehntelfinale des bulgarischen Pokals gegen Partizan Cherven Bryag – sein erstes Saisontor. Am 16. Juli 2021 wurde sein Vertrag um eine weitere Saison verlängert.
Am 25. Juni 2022 wurde Bojinov als neuer Co-Trainer von Slavko Matić bei Septemvri Sofia vorgestellt, während er weiterhin als Spieler für den Verein aktiv war.

### Nationalmannschaft
Nach anhaltend guten Leistungen debütierte Boschinow vor der Fußball-Europameisterschaft 2004 in der bulgarischen Nationalmannschaft.

## Erfolge
- Italienische Serie-B-Meisterschaft: 2006/07 (mit Juventus Turin)